# Roberto el Danés
Roberto el Danés († 1037), arzobispo de Ruan (989-1037) y conde de Évreux, fue un prelado poderoso, pariente y partidario de cinco duques de Normandía.

## Vida
Roberto era hijo de Ricardo I Sin Miedo, duque de Normandía, y de la segunda esposa de éste, Gunnora de Crepon. Fue hermano menor del duque Ricardo II el Bueno y tío del duque Roberto I el Magnífico.
Su padre lo designó arzobispo de Ruan hacia 889-990, y para la misma época habría recibido el condado de Évreux. Roberto sabía que estaba destinado a la carrera eclesiástica y al parecer aceptó de buena gana su rol de arzobispo tanto como el de conde. Pero siempre se vio involucrado en la política normanda y fue un importante aliado eclesiástico de su padre, tanto como de su hermano Ricardo II, y a la muerte de éste en efecto se convirtió en el decano de la familia ducal.
Sin embargo, el gobierno de su sobrino Ricardo III fue turbulento y breve (duró poco más de un año); su hermano Roberto I lo reemplazó y el prelado tuvo grandes problemas para poner freno al nuevo duque. En 1028, su sobrino lo sitió y desterró, y luego fue a asediar a Hugo de Ivry, obispo de Bayeux, que junto con el arzobispo había cuestionado la autoridad del nuevo duque. Desde su exilio en Francia, el arzobispo Roberto excomulgó a su sobrino y puso a Normandía bajo interdicto.
Por fin ambos entraron en negociaciones, que facilitaron el levantamiento del interdicto y la excomunión, al tiempo que el duque Roberto restauraba al arzobispo en su sede, en el condado de Évreux, y le devolvía todas sus propiedades. Para demostrar mejor su cambio de actitud hacia la Iglesia, el duque devolvió las propiedades que él y sus vasallos habían confiscado, y para 1034 había devuelto a la Iglesia incluso las propiedades tomadas a la abadía de Fécamp.
En 1033, el duque Roberto llevó a cabo una campaña contra su primo Alano III de Bretaña. Hubo varias incursiones de un lado y otro, pero finalmente el arzobispo Roberto, que era tío de ambos, negoció una paz entre ellos.
En sus últimos años, el duque se arrepintió de sus errores pasados, ayudó generosamente a los pobres y emprendió la reconstrucción de la catedral de Ruan. En 1035 tenía decidido hacer la peregrinación a Jerusalén. Después de nombrar heredero a su hijo ilegítimo –el futuro Guillermo el Conquistador- y ponerlo bajo la custodia y protección del arzobispo, emprendió su viaje para nunca más regresar –se supone que murió en Nicea en julio de ese año-. El arzobispo Roberto cumplió su promesa y gobernó eficazmente el ducado como regente de Guillermo, hasta que murió en el invierno de 1037, hecho que casi de inmediato dejó a Normandía en la anarquía (1037-47).
Según Orderico Vital, la reina Emma, esposa de Etelredo II de Inglaterra, dio al arzobispo Roberto, su hermano, un gran salterio ricamente ilustrado. En un catálogo de libros de la catedral de Ruan, datado del siglo XII, hay una referencia a un libro particular, el Benedictionarius Roberti archiepiscopi, que la iglesia de Ruan recibió del arzobispo Roberto.

## Familia
Roberto casó con Herleva y de ella tuvo los siguientes hijos:
- Ricardo, conde de Évreux († 1067);
- Raúl, señor de Gacé († 1051);
- Guillermo de Évreux.